# Synallaxe à bavette
Synallaxis scutata
Espèce
Synonymes
- Poecilurus scutatus (P.L. Sclater, 1859)

Statut de conservation UICN

 LC  : Préoccupation mineure
Le Synallaxe à bavette (Synallaxis scutata) est une espèce d'oiseaux de la famille des Furnariidae.

## Répartition
Cet oiseau vit à travers le Brésil, la Bolivie et le nord-ouest de l'Argentine.

## Taxinomie

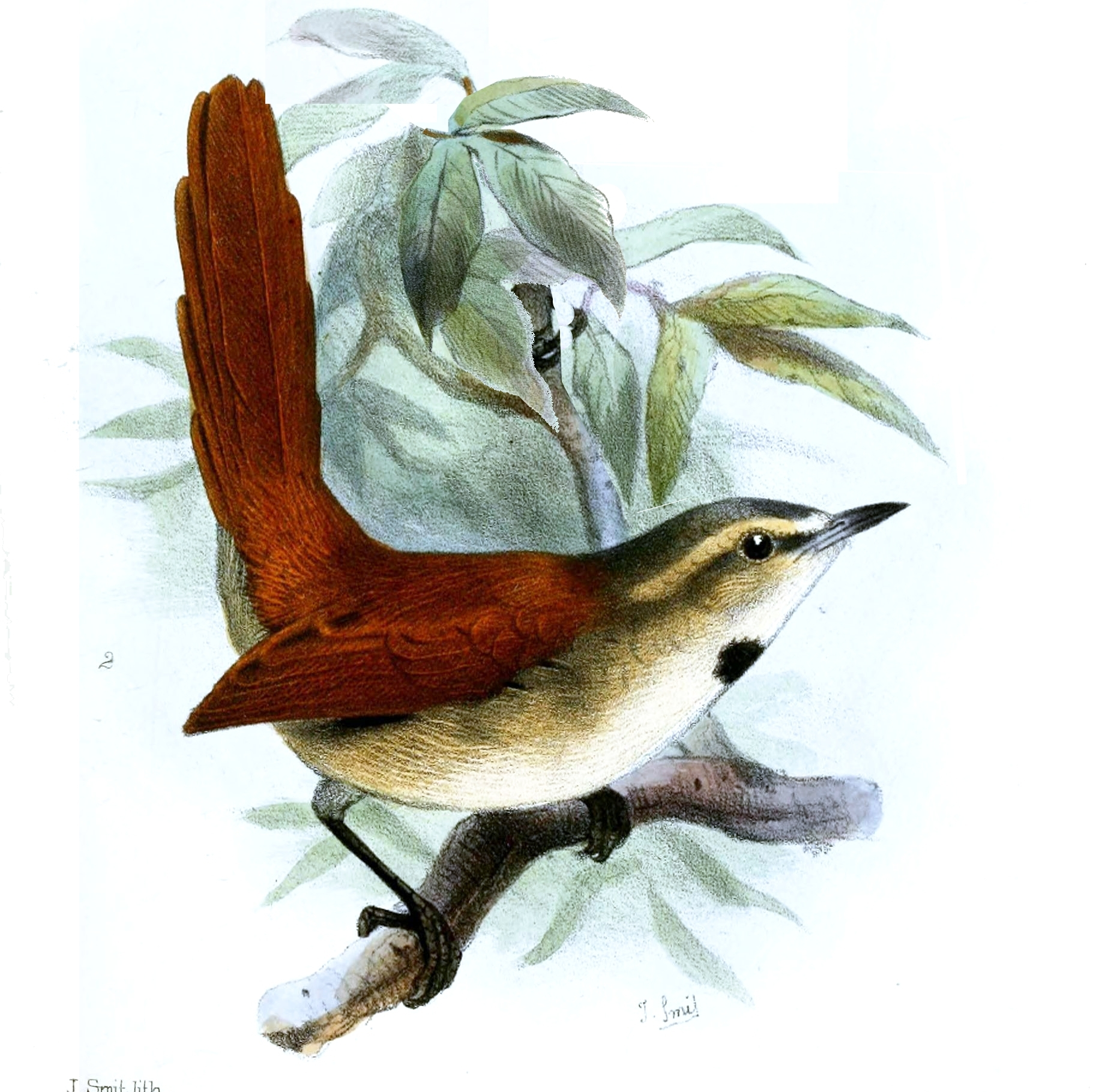
Lithographie de la sous-espèce nominale, Synallaxis scutata scutata.

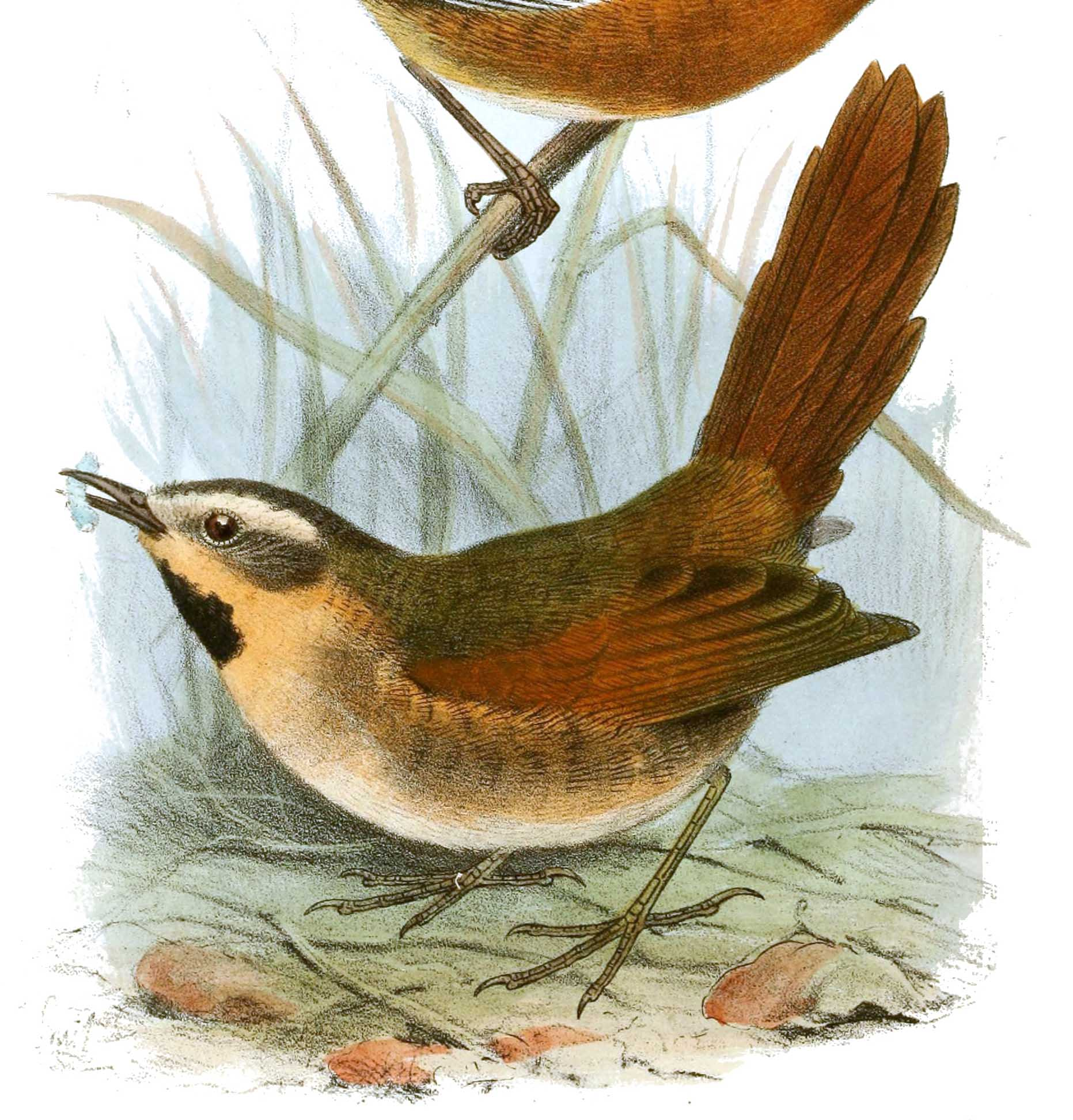
Lithographie représentant la sous-espèce Synallaxis scutata whitii.

Selon la classification de référence du Congrès ornithologique international (version 7.3, 2017) et Alan P. Peterson il existe deux sous-espèces :
- Synallaxis scutata scutata P.L. Sclater, 1859, dont la sous-espèce S. s. teretiala (Oren, 1985) est un synonyme ;
- Synallaxis scutata whitii P.L. Sclater, 1881.